# Port-Paradis
Port-Paradis est un petit port ostréicole appartenant à la commune de Nieulle-sur-Seudre, dans le département de la Charente-Maritime et la région Nouvelle-Aquitaine. 
Aménagé à un peu moins de deux kilomètres à l'intérieur des terres, dans les prairies humides des marais de la Seudre et sur la rive droite du Pélard, un affluent de la Seudre, il sert de débouché maritime aux pêcheurs, ostréiculteurs et conchyliculteurs de Nieulle-sur-Seudre, qui l'utilisent pour mener leurs barques dans les parcs à huîtres situés en aval du fleuve et dans le pertuis de Maumusson. 
Caractéristique de la région de Marennes-Oléron, principal bassin de production d'huîtres d'Europe, il ne se compose que de quelques cabanes en bois de pin peintes dans les couleurs traditionnelles autrefois imposées par l'Amirauté de Marennes (noir, blanc, bleu et vert) et des pontons qui leur sont associés, qui servent à amarrer les plates, chalands et batâs, embarcations traditionnelles dont le va-et-vient anime la Seudre et ses affluents tout au long de l'année. Les cabanes servent à la production des huîtres de Marennes-Oléron, qui prennent dans les bassins tout proches (les « claires ») une texture, un goût et une couleur bleu-vert caractéristiques, sous l'effet de la marennine, un pigment issu d'une algue microscopique, la navicule bleue. Les huîtres produites sont la pousse en claire et la fine de claire verte (toutes deux bénéficiant du label rouge), mais aussi la fine de claire et la spéciale de claire. 
Une aire de pique-nique et une plaque explicative bilingue (français et anglais), apposée dans le cadre des « chemins du patrimoine » permet aux visiteurs de mieux appréhender ces solitudes palustres, et de pouvoir observer la faune locale, les marais et les claires étant fréquentés par de nombreuses espèces d'oiseaux migrateurs. Une route (D118) permet de relier Port-Paradis au centre-bourg de Nieulle-sur-Seudre, dit « Le Grand Nieulle ».